# Suwa-jinja (Nagasaki)
Pour les articles homonymes, voir Suwa Jinja.

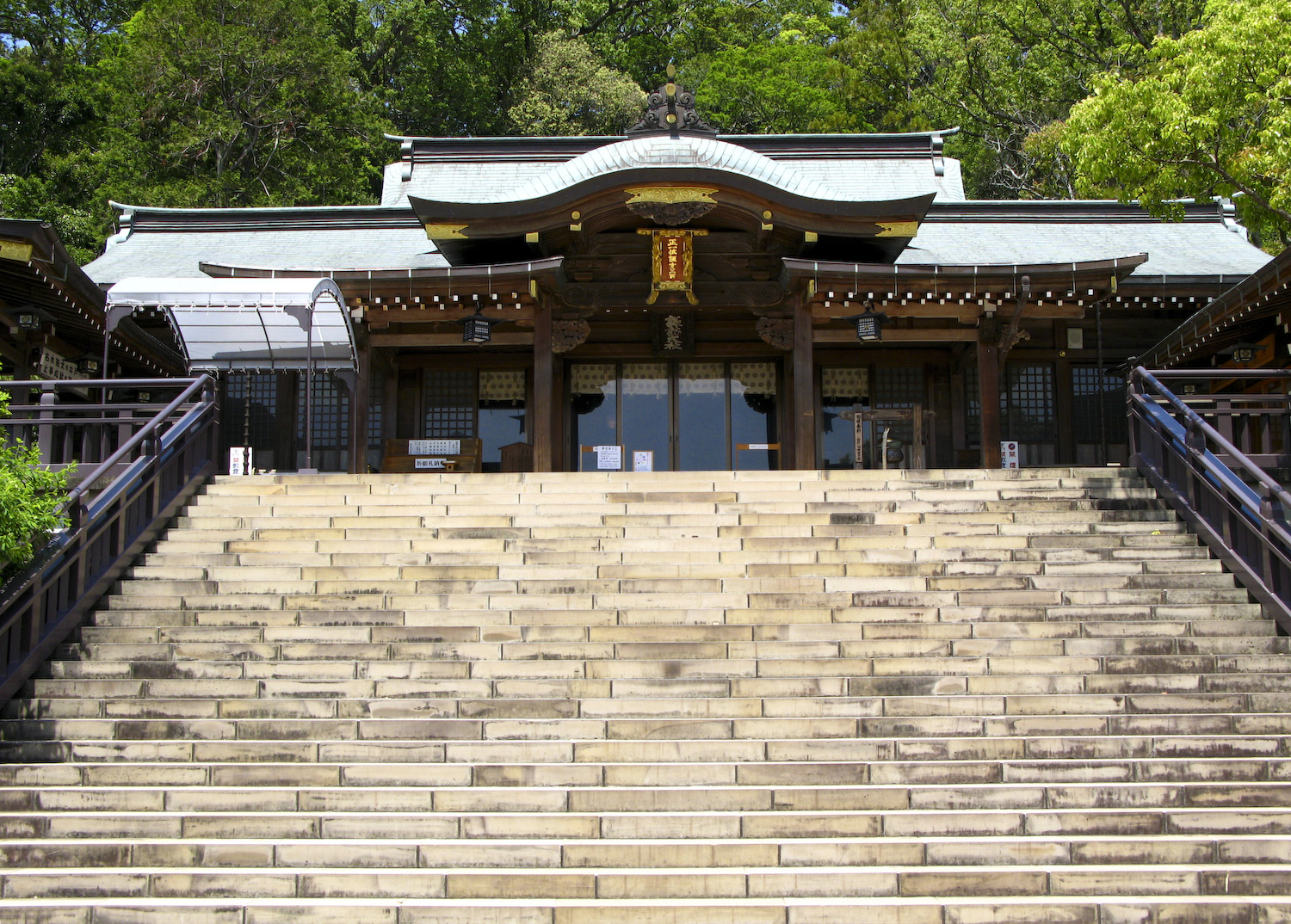
Le complexe du sanctuaire se tient au sommet d'une volée de marches.

Le Suwa-jinja (諏訪神社), plus important sanctuaire shinto de Nagasaki au Japon, est le lieu où se déroule le  Nagasaki kunchi (kunchi [くんち] signifie « festival »). Il est situé dans la partie nord de la ville, sur les pentes du mont Tamazono, et dispose d'un escalier en pierre de 277 marches menant vers les différents bâtiments qui le composent.
Le sanctuaire Suwa a été créé comme un moyen d'arrêter et de revenir sur la conversion au christianisme qui s'opérait à Nagasaki. De nos jours, il demeure un important et vivant centre de la communauté chrétienne.
Le sanctuaire de  Nagasaki est un des nombreux sanctuaires Suwa, tous dédiés à Suwa-no-kami, kami du courage et du devoir, et liés au Suwa-taisha, sanctuaire de tête du culte Suwa-no-kami. Deux autres kamis sont également consacrés au Suwa-jinja et tous trois sont célébrés durant le kunchi.

## Histoire
La date officielle de construction du sanctuaire Suwa est 1614, l'année de publication de l'édit de Tokugawa Ieyasu contre le christianisme, bien qu'il y a alors déjà un peu plus qu'un petit bâtiment pour marquer la position du futur sanctuaire. À cette époque, Nagasaki est le plus grand centre de population chrétienne au Japon et la plupart des anciens sanctuaires shinto et temples bouddhistes au Japon ont été détruits. Le shogunat Tokugawa a pris le pouvoir et inversé sa politique amicale vis-à-vis du christianisme. Le gouvernement commence à forcer les chrétiens à se convertir aux religions japonaises du bouddhisme et shinto. Il estime qu'il est important pour son entreprise d'établir un lieu de culte majeur du shinto qui donnera à la population locale un point central de culte et un sens communautaire.

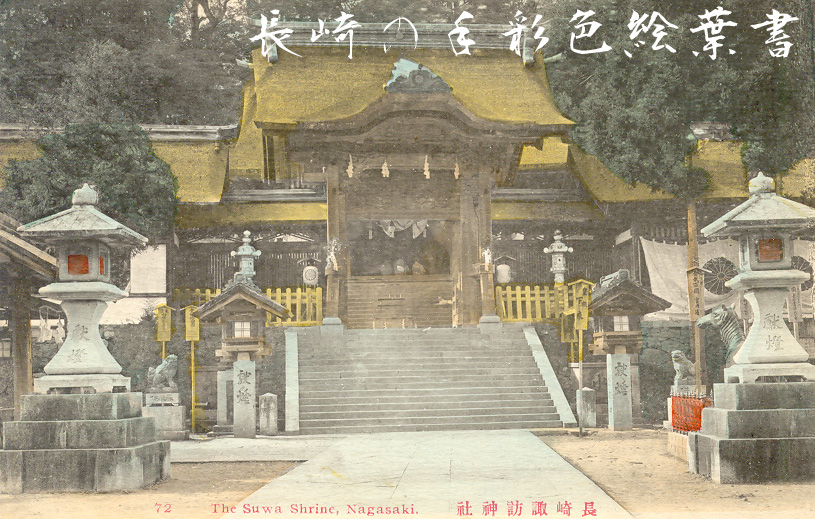
Le sanctuaire Suwa, ère Meiji.

La structure temporaire est souvent attaquée par les chrétiens rebelles jusqu'en 1624 lorsque Aoki Kensei arrive à Nagasaki. Son zèle religieux et son habileté d'organisateur, combinés à l'autorité accordée par le premier conseil shintoïste Yoshida, conduisent à l'achèvement du bâtiment principal du Suwa-jinja. Afin d'attirer l'attention et d'encourager la fréquentation du nouveau sanctuaire, un spectaculaire rituel yutate-sai (voir section Festivals infra). Malgré cela et en dépit d'une rencontre de sumo organisé  ensuite, peu de personnes s'y rendent.
En 1634, un édit est publié obligeant toutes les personnes à s'inscrire au sanctuaire et à y être recensées. En plus de cela, toujours pour accroître encore la participation locale aux événements du sanctuaire, un grand festival d'automne est organisé au sanctuaire. Ces deux événements sont créés dans le but de découvrir des chrétiens restants qui ne seraient pas en mesure de participer à la fête ou de s'inscrire au sanctuaire. Toute personne qui omet de le faire est arrêtée, torturée et possiblement exécutée si elle ne renonce pas à sa foi chrétienne.
Parce que Nagasaki est le seul endroit au Japon avec un port ouvert (Dejima), il est considéré comme essentiel d'impressionner les marchands hollandais et chinois avec la culture japonaise. En plus du grand festival, des représentations de théâtre nô sont également données au Suwa-jinja à partir de 1638 sur ordre direct du shogun. Ces performances se poursuivent jusqu'en 1856 lorsqu'un incendie majeur dans le sanctuaire détruit la plupart des coûteux masques et accessoires nô.
De 1871 jusqu'en 1946, le Suwa est officiellement désigné kokuhei chūsha (国幣中社), c'est-à-dire qu'il figure au milieu des sanctuaires classés d'importance nationale.
Le Suwa-jinja échappe au bombardement atomique de Nagasaki du 9 août 1945. Il doit d'être resté intact sans doute en raison de son emplacement stratégique dans la partie centrale du flanc méridional du mont Tamazono, bien qu'à la suite du bombardement les résidents locaux ont été prompts à noter que tandis que la célèbre cathédrale d'Urakami et les quartiers catholiques voisins ont été volatilisés, le temple shintoïste se tenait toujours debout.
Cela a été considéré comme significatif par les survivants, démontrant la puissance du kami japonais natif plutôt que celle du dieu chrétien importé. Par ailleurs, les prêtres du Suwa-jinja ont joué un rôle actif dans la reconstruction de Nagasaki, notamment par la consécration des terres et la purification des bâtiments encore debout.
En 1984, des travaux à grande échelle sont l'occasion de réparer et moderniser le sanctuaire, y installant des commodités telles que des climatiseurs et des vitres aux fenêtres. Cette reconstruction est cependant controversée car certains estiment que les commodités modernes n'ont pas leur place dans un sanctuaire traditionnel.

## Festivals

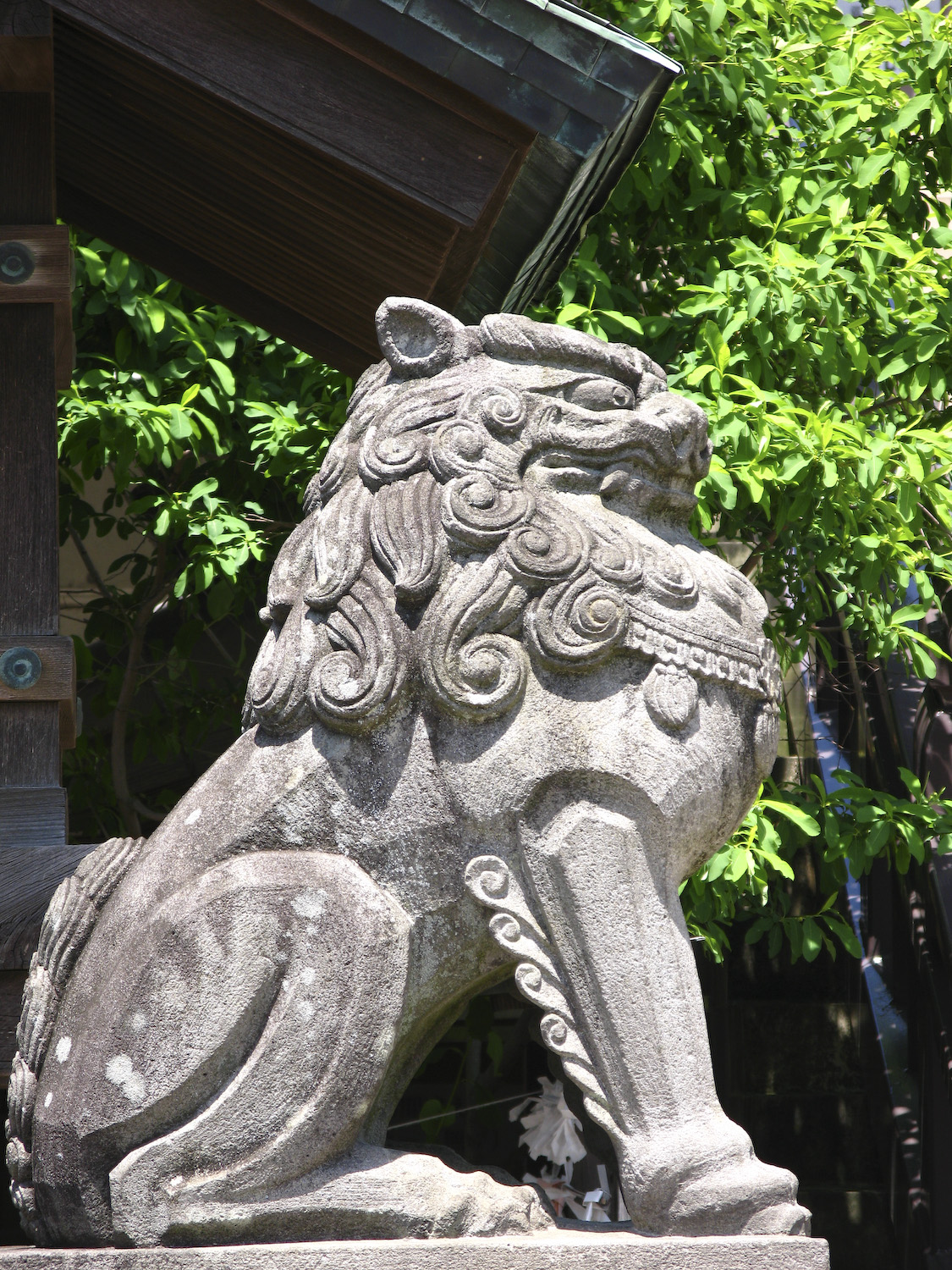
Koma-inu du sanctuaire.

Comme dans la plupart des sanctuaires shinto, tous les ans, des milliers de personnes visitent le Suwa-jinja afin de prier pour la paix et la prospérité. Le sanctuaire est également la principale destination à Nagasaki pour des événements tels que le Shichi-go-san et la Seijin shiki (cérémonie de la majorité).
Le temple est également l'hôte de nombreux festivals annuels. Ces festivals servent l'objectif commun d'honorer le kami, de fournir un sens de la communauté aux adorateurs du sanctuaire ainsi que de faire connaître et de fournir des revenus au sanctuaire lui-même. Certains de ces festivals sont typiques de tous les grands sanctuaires shintoïstes au Japon mais certains sont spécifiques au Suwa-jinja.
- Service commémoratif de la bombe atomique : ce festival est probablement unique dans l'ensemble du Japon en ce qu'il combine des éléments des cultes chrétien, bouddhiste et shintoïste afin de prier pour les plus de 70 000 personnes tuées par la bombe atomique larguée sur Nagasaki. Il a lieu tous les ans le 9 août.
- Festival de la poupée : comme dans l'ensemble du Japon, le Suwa-jinja observe le Hina matsuri (festival de la poupée) le 3 mars. Cependant, depuis les années 1980, le festival est organisé d'une manière inhabituelle, en ce que de séduisantes jeunes filles de 20 ans sont choisies pour porter la collection d'anciens kimonos du sanctuaire et figurer dans une procession du jour de la poupée. La concurrence entre les jeunes femmes est féroce et il y a beaucoup plus de candidates que de postes dans le festival. Les deux plus belles femmes sont choisies pour les rôles clés de l'empereur et de l'impératrice dans la procession. Cette tradition a été créée en grande partie comme événement médiatique pour faire connaître et promouvoir le sanctuaire ; toutes les équipes de télévision de l'année sont invitées à diffuser le festival[1].

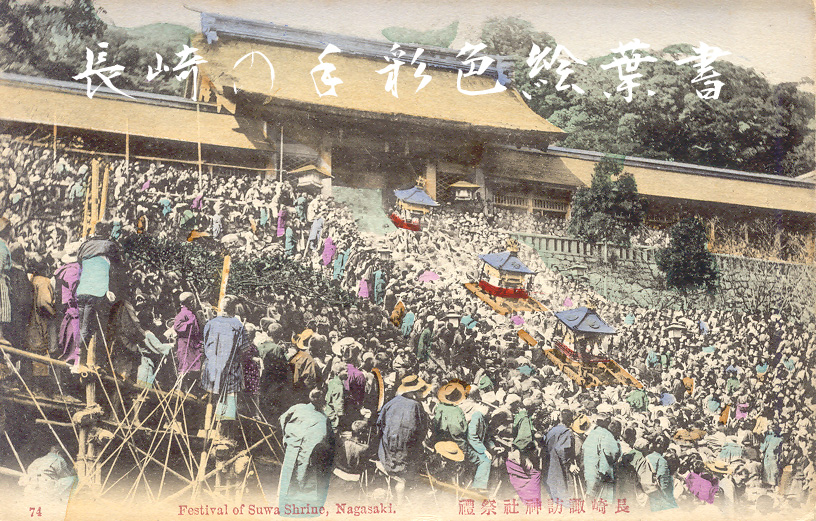
Festival du Suwa-jinja durant l'ère Meiji.

- Kunchi : plus connu des festivals du Suwa-jinja, celui-ci remonte à la fondation du sanctuaire comme moyen à la fois de démontrer sa nouvelle importance dans la communauté et comme moyen de pourchasser les kakure kirishitan (chrétiens cachés). Le Kunchi qui se tient du 7 au 9 octobre tous les ans est considéré comme l'un des plus importants festivals du Japon avec le Gion matsuri et le Tenjin matsuri d'Osaka. Il est classé « bien culturel immatériel important[1] ».
- Yutate-sai : rituel théâtral, accompli à l'origine par un yamabushi. Un prêtre démontre sa communion avec le kami en plongeant ses mains dans de l'eau bouillante et en les ressortant intactes. Ce rituel date de la création du sanctuaire Suwa et continue d'être accompli de nos jours. Il est très rare dans les autres sanctuaires shintoïstes.

## Divinations
La plupart des sanctuaires shinto vendent des omikuji, prédictions qui se présentent sous forme d'un bout de papier qui indique la chance à ce moment précis. Le sanctuaire Suwa a été le premier sanctuaire au Japon à offrir des omikuji en anglais.
Les prédictions sont réparties en huit possibilités :
- meilleure chance,
- chance moyenne,
- bonne chance,
- demie chance,
- mauvaise chance partielle,
- pire chance,
- mauvaise chance mais change en bien,
- chance en fin de compte.

## Lions d'arrêt
Une autre caractéristique unique du sanctuaire Suwa sont les lions gardiens des temples taillés dans la pierre. La tradition veut que si on désire prendre de bonnes résolutions, comme arrêter de fumer par exemple, il faut attacher un morceau de papier ou une ficelle autour de leurs pattes avant et prier pour leur aide.